# Norton Manx
Die Norton Manx oder Manx-Norton ist ein britisches Rennmotorrad mit Einzylinder-Viertaktmotor, das für die Rennklassen bis 350 cm³ und bis 500 cm³ von 1947 bis 1962 von der Norton Motors Ltd hergestellt wurde.

## Bedeutung

Firmenlogo

Die Norton Manx zählt zu den erfolgreichsten Motorrädern der Rennsportgeschichte: keine andere Marke und kein anderer Motorradtyp hat so viele Rennen und Weltmeisterschaften gewonnen wie Norton mit der Manx und ihren Vorgängern.
Eine Norton nahm bei jedem der Isle-of-Man-TT-Rennen auf der für die Manx-Maschinen namensgebenden Isle of Man teil, angefangen vom ersten Rennen 1907 bis in die 1970er Jahre hinein, eine Konstanz, die von keinem anderen Hersteller erreicht wurde. Die Manx-Rennmaschinen sind ein untrennbarer Teil der gesamten Motorrad-Renngeschichte geworden. Die Manx-Motorräder sind diejenigen Rennmaschinen, die – weit vor denen von MV Agusta – mit Abstand die meisten Weltmeistertitel gewannen.
Sogar neue Manx-Nortons sind – weit nach dem Ende der Produktion bei Norton selbst – weiterhin aus Einzelteilen zusammengebaut verfügbar; angeboten und hergestellt von mehreren Unternehmen, wahlweise nach den alten Originalspezifikationen oder aber mit gezielten Verbesserungen an Formen und neueren Materialien.
Diese Maschinen, original alte Manx sowie deren junge Nachbau-Schwestern, werden rund um die Welt in verschiedenen Kategorien historischer Rennen weiterhin erfolgreich bewegt.
Nachdem sowohl im Rennsport als auch im Serienmotorradbau die bis dahin erfolgreichen Einzylinder-Viertaktmotoren in den 1960er Jahren von Vierzylindern und Zweitaktern zunehmend verdrängt wurden, setzte bereits Ende der 1970er Jahre, insbesondere mit der Vorstellung der Yamaha SR 500, eine Retrowelle großvolumiger Einzylinder ein, bei der die Norton Manx erneut als Referenz, Archetyp oder Blaupause für sogenannte Poor man’s Manx- Cafe Racer galt. Seit Ende der 1980er Jahre wird auch immer wieder versucht, finanziell schwer realisierbare Wünsche nach aktiver Rennteilnahme mit einer Norton Manx durch einfachere Mittel zu kompensieren. Zum Beispiel mit der 1988 initiierten Rennserie Sound of Singles oder mit dem 1997 gestarteten MZ-Cup, der in der Fachpresse augenzwinkernd mit „Einmal Norton Manx für Arme“ kommentiert wurde.

## Entstehungsgeschichte
Kurz nach dem Zweiten Weltkrieg kamen die ersten Norton Manx heraus. Die 1947er Manx waren leicht verbesserte Versionen der „International“-Vorkriegsrennmaschinen mit einer einzelnen obenliegenden Nockenwelle („OHC“) zur Steuerung des Gaswechsels in dem Einzylindermotor.
Die Norton-Fabrikrennmaschinen unter Joe Craig waren Experimentalmodelle. Aber auch Kunden-Rennmaschinen waren in der Fabrik in der Bracebridge Street erhältlich – für ausgewählte Kunden. Seit 1950 mit dem sogenannten „Federbett“-Rahmen der Brüder McCandless ausgestattet, wurde die Manx zu einer neuen, leistungsfähigen Rennmaschine, der der neue Rahmen eine feine Steuerbarkeit gab, die für einige der sehr schnellen Rennkurse jener Zeit nützlich wurde.
Die letzten Norton Manx aus der Bracebridge Street wurden 1963 verkauft. Obschon Norton selbst sich aus dem internationalen Renngeschehen bereits 1954 zurückzog, blieb die Manx das Rückgrat des Rennbetriebs hoch engagierter Amateure.
In den 1960er Jahren verschwanden Manx-Maschinen mangels Konkurrenzfähigkeit aus dem internationalen Renngeschehen. Italienische und japanische Mehrzylindermotorräder begannen die Rennen zu dominieren. Einzylinder-Motorräder konnten im Rennbetrieb nicht mehr mithalten.
Die Bewegung für klassische Rennen ab ca. 1970 sah dann jedoch recht bald eine große Anzahl von zunächst originalen Norton Manx auf die Rennpisten zurückkehren, später auch immer mehr Manx-Nachbauten. Es entwickelte sich eine blühende Zulieferszene, um diese Motorräder in Betrieb zu halten.

## Entwicklung

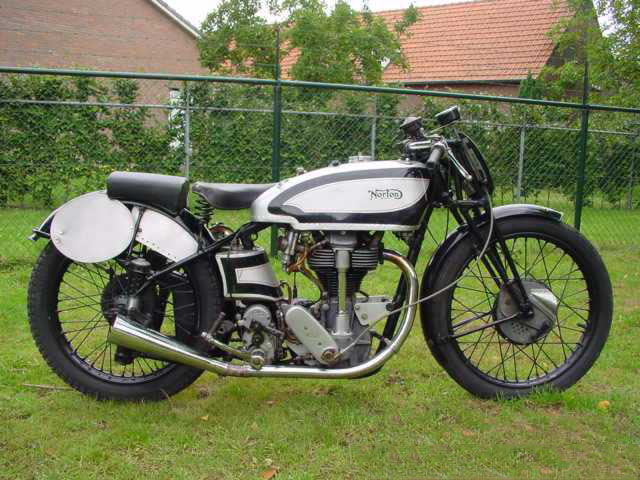
Norton Manx von 1937

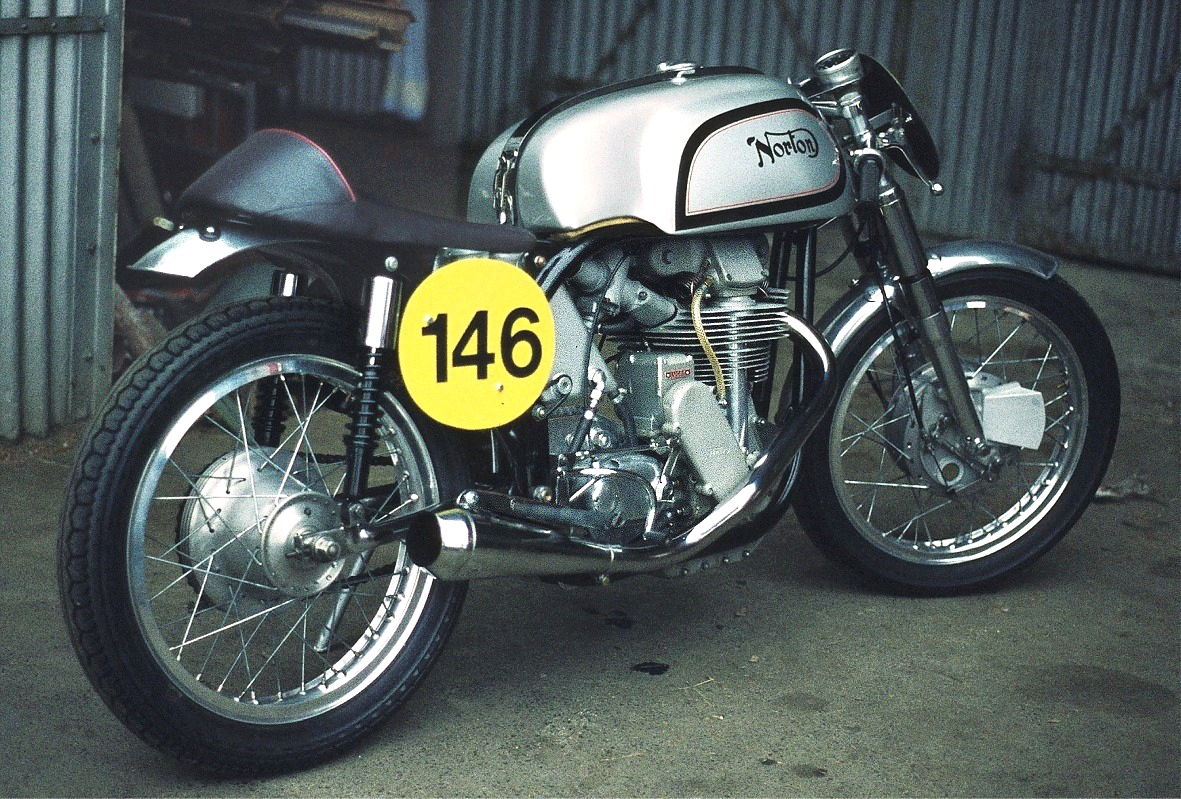
Norton Manx von 1954

Die Norton Manx wurde entwickelt, um die Tourist Trophy auf der Isle of Man zu gewinnen, ein Wettbewerb für Einzylinder-Rennmaschinen mit SOHC-Motoren. Leiter der Entwicklung war der Norton-Renningenieur Joe Craig. Die Ausführung als DOHC (zwei obenliegende Nockenwellen) wurde 1937 entwickelt und nach einer Vielzahl von Problemen ein Jahr später perfektioniert. Die weitere Entwicklung der Manx wurde durch den Ausbruch des Zweiten Weltkriegs verzögert, wurde aber 1946 für den Manx Grand Prix wiederaufgenommen.
Das Motorrad wurde mit der neuen Telegabel verbessert. 1948 erhielt sie eine Duplexbremse im Vorderrad. 1950 wurde der innovative Federbettrahmen entwickelt, der den Manx entscheidende Vorteile mittels eines niedrigen Schwerpunktes und eines kurzen Radstandes gab, Eigenschaften, die das Rennmotorrad passend machten für den kurvigen Snaefell Mountain Course auf der Isle of Man. Der vollverschweißte Rohrrahmen war leicht und schlank, ohne die sonst üblichen Schmiedeteile, die nutzloses Gewicht hinzufügten. 1950 erreichten die Federbett-Manx einen doppelten Hattrick an Podiumpositionen bei der TT.
Der Manx-Motor wurde 1953 komplett neu konstruiert, um mit der Auslegung 86,0 mm Bohrung × 85,6 mm Hub einen für die damalige Zeit relativ kurzen Hub zu erhalten und so das Verhalten des Motors in hohen Drehzahlbereichen entscheidend zu verbessern.
1954 wurde der Motor nach vorn geneigt eingebaut, um den Schwerpunkt zu senken und mit den Rennmaschinen von Moto Guzzi und Benelli mithalten zu können. Der Rückgang der Motorrad-Verkaufszahlen ab der Mitte der 1950er Jahre zwang etliche Motorradhersteller, sich aus dem Renngeschehen zu verabschieden, und auch Norton tat diesen Schritt 1954. Die letzte Entwicklung der Norton Manx F Type existiert weiterhin und ist im Rennmaschinen-Museum von Sammy Miller ausgestellt. Mit dem Rückzug von Norton ging auch Joe Craig in Rente, der mehr als 25 Jahre lang den “Cammy”-Rennmaschinen mehr Leistung und Zuverlässigkeit verschafft hatte.

## Die Norton Manx MX von Les Archer
Der britische Rennfahrer Les Archer arbeitete mit dem Rahmenspezialisten Ron Hankins und dem Motorentuner Ray Petty an einer Entwicklung einer Motocross-Norton-Manx. Der Doppelnockenwellen-Kurzhubmotor der Norton Manx-Straßenrennmaschine wurde in einen Hankins-Rahmen eingepasst und mit einem Aluminiumtank und Titan-Achsen versehen. Die Manx MX war erfolgreich und gewann 1956 den F.I.M.-Wettbewerb der 500-cm³-European Motocross Championship Klasse. Die MX erwies sich dann aber nicht als stark genug, den aufkommenden Zweitakter-Crossmaschinen Paroli zu bieten.

## Einsatz von Manx-Motoren bei Autorennen

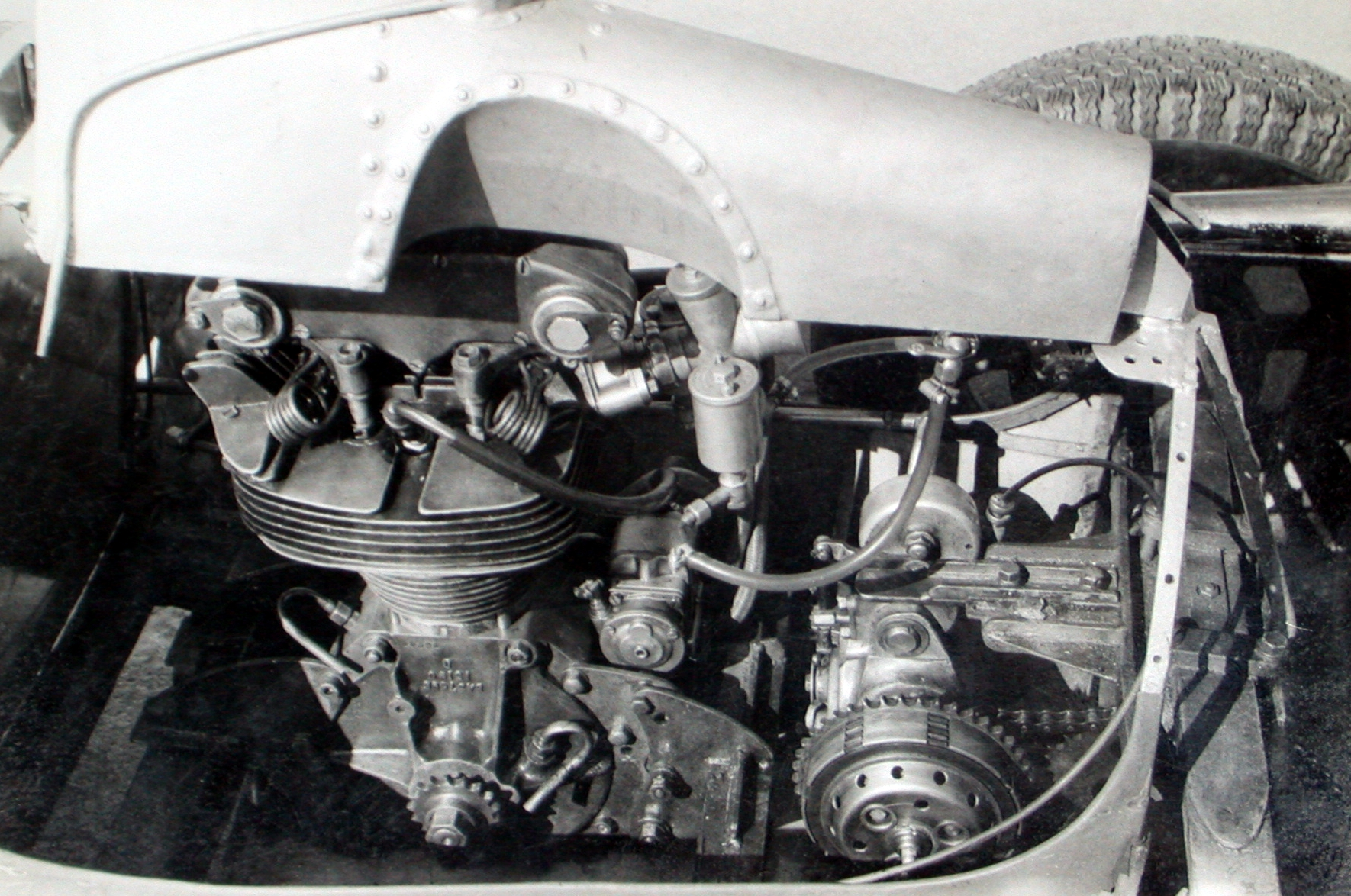
Norton-Manx-Motor in einem Cooper-Rennwagen

Manx-Nortons spielten auch eine wesentliche Rolle in der Nachkriegs-Entwicklung von Rennwagen. Am Jahresende 1950 wurden die englischen nationalen Vorschriften der 500er Klasse als neue Formel 3 eingeführt. Der J.A.P.-Motor der Speedway-Klasse hatte anfangs diese Rennen dominiert, aber der Manx-Motor war stärker und wurde der bevorzugte Motor in dieser Rennwagenklasse. Weil Norton keine einzelnen Motoren verkaufte, wurden komplette Rennmaschinen erworben, um den Motor auszubauen. Hieraus entstanden „Café Racer“, indem man Fahrwerke der Manx mit Triumph-500-cm³-Zweizylindern zu den sogenannten „Triton“ Cafe Racers kombinierte.

## Ende und Neubeginn
1962 war das letzte volle Jahr der Produktion von Manx-Rennmaschinen. Im Juli kündigte der Hersteller AMC den Umzug der Produktion von der Bracebridge Street nach Woolwich in London an. 42 Norton Manx wurden zwischen November 1962 und Januar 1963 noch produziert. 1966 kaufte Colin Seeley die noch verbliebenen Ersatzteile und Werkzeuge der Fabrik.
Seeley verkaufte seine Reste 1969 an John Tickle. John Tickle übernahm den Namen Manx, als Norton die Motorradproduktion einstellte, und er erwarb wiederum die noch bestehenden Restbestände der Fabrik. Er stellte auch komplette Rennmaschinen her, die er Manx T5 (500) und T3 (350) nannte. Beide nutzten den Kurzhub-Manx-Motor in einem Rahmen, den Tickle selbst konstruiert hatte, aber diese Maschinen waren gegen die aufkommenden japanischen Mehrzylinder-Maschinen machtlos. In den späten 1970er Jahren verkaufte John Tickle seine Bestände.